# Stade de Kervéguen
Das Stade de Kervéguen ist das Heimstadion des Fußballvereins Stade Plabennec. Plabennec liegt im Département Finistère in der nordwestfranzösischen Region Bretagne. Das Stadion bietet 5.000 Plätze (700 Sitzplätze) und seit 1972 spielt der Stade Plabennec hier. Die Sportstätte besitzt eine überdachte Zuschauertribüne.  